# Budy Wolskie (województwo mazowieckie)
Budy Wolskie – wieś w Polsce położona w województwie mazowieckim, w powiecie żyrardowskim, w gminie Puszcza Mariańska.
Wieś wchodzi w skład sołectwa Stary Łajszczew.
| SIMC    | Nazwa  | Rodzaj    |
| ------- | ------ | --------- |
| 0734707 | Nowiny | część wsi |

W latach 1975–1998 miejscowość administracyjnie należała do województwa skierniewickiego.